# منطقه حفاظت‌شده پرزوئیه
منطقهٔ حفاظت‌شدهٔ پرزوئیه یک منطقهٔ حفاظت‌شده با مساحت ۱۲۳۹۳۷ هکتار است که در استان هرمزگان در ایران قرار دارد. این منطقهٔ حفاظت‌شده طبق مصوبهٔ شمارهٔ ۷۹۲ در تاریخ ۹۹/۱۱/۰۶ در فهرست مناطق تحت حفاظت سازمان محیط زیست ایران قرار گرفت.